# Christian (catch)
 (juin 2021).
Pour les articles homonymes, voir Christian et Cage (homonymie).
William Jason Reso (né le 30 novembre 1973 à Kitchener) est un catcheur (lutteur professionnel) canadien. Il travaille à la All Elite Wrestling, sous le nom de Christian Cage.
Au cours de sa carrière, il travaille de 1997 à 2005 à la World Wrestling Federation/Entertainment (WWF/WWE) où il remporte le championnat des poids-lourds légers de la WWF, fait équipe avec Edge avec qui il gagne à sept reprises le championnat du monde par équipe de la WWF/WWE et obtient aussi ce titre une fois avec Lance Storm puis avec Chris Jericho. Il devient aussi triple champion intercontinental de la WWF/WWE, champion européen de la WWF et champion hardcore de la WWF.
Il revient à la WWE en 2009 où il remporte à deux reprises le championnat du monde de la ECW, devient double champion du monde poids-lourds de la WWE et obtient une quatrième fois le titre intercontinental. Il arrête sa carrière en 2014 à la suite d'une commotion cérébrale. Il se reconvertit en animateur avec Edge du Edge & Christian Show, une émission exclusive du WWE Network. Il fait son retour sur le ring, lors du Pay-per-view Royal Rumble 2021 gagné par Edge, en entrant à la 24e position.

## Jeunesse
Reso grandit à Orangeville (Ontario), où il fait la connaissance d'Adam Copeland et partagent la même chambre à l'université.

## Carrière

### Débuts (1995-1998)
Le premier nom de ring de Reso, Christian Cage, est une combinaison des noms des acteurs Christian Slater et Nicolas Cage. Entraîné par Ron Hutchinson, la carrière de lutte de Christian débute en juin 1995 dans un combat contre Zakk Wylde. Durant l'année 1997, il fait partie de THUG, un clan incluant Joe Legend, Bloody Bill Skullion, Rhino Richards ainsi que son partenaire et ami d'enfance Sexton Hardcastle.
En tant qu'équipe sur la scène indy canadienne, Copeland et Reso étaient connus sous le nom High Impact, et plus tard sous The Suicide Blondes puis Edge and Christian à la WWE. Également allié avec Judd the Studd, le duo a tenu les titres par équipes dans plusieurs promotions de lutte et Reso a tenu le titre de la East Coast Wrestling Association avant de signer avec la World Wrestling Federation en août 1998

### World Wrestling Federation/Entertainment (1998-2005)

#### The Brood (1998-1999)
Quand Jason Reso se joint à la WWF, il réduit son nom de lutteur à Christian. Il fait ses débuts à la télévision le 27 septembre 1998 au pay-per-view In Your House: Breakdown, en distrayant Edge durant son combat contre Owen Hart pour révéler son alliance à Gangrel, qui avait une rivalité contre Edge.
Il a du succès individuel dès le début en décrochant le titre de WWE Light Heavyweight Championship (WWF Light Heavyweight Championship) pour son premier combat contre Taka Michinoku. Son vrai succès vient dans son parcours en équipe. Christian, qui a le caractère d'un vampire, forme l'équipe The Brood avec Gangrel et Edge. Ce dernier a été convaincu par Christian de les rejoindre. The Brood a brièvement eu une rivalité avec l'équipe de l'Undertaker : le Ministry of Darkness. Ils ont ensuite joint l'équipe, mais ils ont vite appris que Christian a été battu pour avoir dit à Ken Shamrock des choses sur Stephanie McMahon. L'Undertaker voulait punir Christian. Plus loyaux à The Brood qu'au Ministry of Darkness, Edge et Gangrel se sont retournés contre l'Undertaker et ont sauvé Christian.
Cependant, ils s'allient The Union formé par Mankind pour attaquer The Corporate Ministry avec d'autres lors d'une édition de Raw Is War et d'ailleurs Edge son coéquipier  en remplaçant Ken Shamrock gagne Le WWF Intercontinental Championship face à Jeff Jarrett.La raison était pour Shamrock car, il est incapable de battre à cause de Steve Blackman.

#### Edge et Christian (1999-2001)
L'angle gothique est un succès, mais peu de temps après, Edge et Christian commencent à atteindre leur plein potentiel. Lors du Summerslam 1999, ils ont failli gagner le Tag Team Turmoil pour devenir no 1 aux nouveaux WWF Tag Team Champions face à Big Show & The Undertaker mais ce sont les acolytes(Bradshaw & Farrooq) qu'ils gagnent le match. Le 17 octobre 1999 à No Mercy, Edge et Christian combattent The Hardy Boyz dans un combat à l'échelle pour le Terri Invitational Tournament. Malgré le succès des Hardy Boyz, les carrières des deux équipes sont montées en flèche.
Après s'être conduit passablement comme des heels, Edge et Christian se redéfinissent comme un duo gaffeur. Ils sont surtout connus pour leur « pause de 5 secondes » pour le bénéfice des photographes, ce qui fache certains adversaires. Ils se sont ensuite associés avec Kurt Angle pour former l'équipe ECK : Edge-Christian-Kurt. Ils obtiennent les titres de WWF World Tag Team Championship à plusieurs reprises. Ils gagnent notamment un combat d'échelle à trois équipes (triple threat Tag Team Ladder Match) et deux combats TLC. En 2001, Rhyno débute dans la WWF et il se joint à Edge et Christian.
La friction commence dans l'équipe après qu'Edge gagne le tournoi annuel King of the Ring. Christian montre de la jalousie et insiste pour porter le trophée d'Edge dans l'arène. Après avoir perdu son combat pour le titre de WCW World Heavyweight Championship contre The Rock en septembre 2001, il s'en prend à Edge. Les anciens partenaires commencent une rivalité pour le titre du WWE Intercontinental Championship pour plusieurs mois. Il remporte le titre de champion intercontinental contre edge a  Unforgiven 2001.il le perd 1 mois plus tard contre edge a no mercy 2001.

#### Retour en solo (2001-2004)
Christian commence une carrière seul, devenant connu pour celui qui balance sa mauvaise humeur sur l'arène quand il n'est pas capable d'obtenir un tombé. Les partisans surnomment ce mouvement le « Christian Fit » et ont souvent chanté pour. Christian s'est joint à The Alliance, mais cela n'a pas duré.
Après une série de défaites, Christian annonce qu'il quitte la WWF. Diamond Dallas Page le convainc de ne pas partir et en fait son protégé. Christian fait alors un face turn avant d'être trahi par son maître et solidifie son statut de heel.
Le 1er novembre 2001, Christian gagne le titre européen WWF European Championship contre Bradshaw.Lors du Survivor2001, il conserve son titre face à Al Snow, membre de la WWF.Il le perd ensuite contre Diamond Dallas Page le 7 février 2002. À WrestleMania X8, Christian s'est emparé du titre Hardcore, mais l'a ensuite reperdu quelques minutes plus tard.

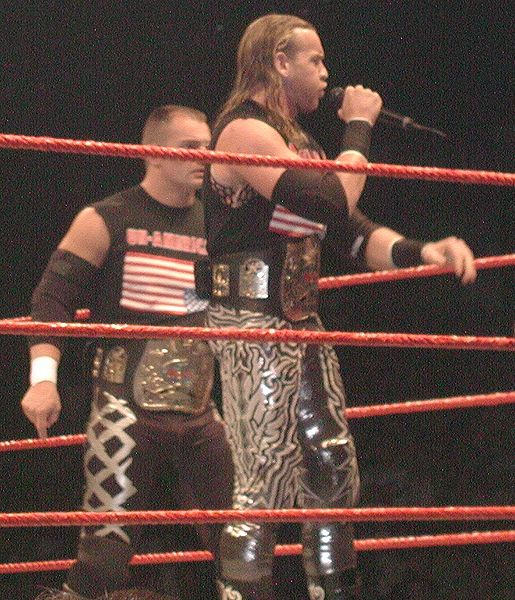
Lance Storm et Christian en tant que WWE Tag Team Champions en 2002.

Christian accompagné de ses compatriotes canadiens Lance Storm et Test forment l'équipe The Un-Americans et deviennent alors les associés de Chris Jericho, avec qui Christian a encore une fois gagné le titre par équipe. Christian a également aidé Jericho à éliminer Shawn Michaels du Royal Rumble de 2003 en s'habillant comme Jericho pour distraire Michaels, ce qui a permis à Jericho de l'attaquer par derrière.
Pendant ce temps, The Rock est venu dans la branche Raw pour le féliciter d'avoir défait Hulk Hogan à No Way Out 2003. Christian veut être son ami et il s'est fait dire par The Rock qu'il était « sa nouvelle superstar favorite de la WWE ». Ravi d'entendre cela de The Rock, Christian a commencé à utiliser plusieurs manières de The Rock. Il a varié un peu en appelant ses partisans « The Peeps » (similaire à The Rock qui appelle ses partisans «The People») et en utilisant la pose de The Rock à sa victoire (The Rock va dans le coin sur les cordes et lève le poing en l'air). Christian a également assisté The Rock dans sa rivalité avec Goldberg. Christian en est même venu à s'appeler « The New People's Champion » (le nouveau champion des partisans) et utilise son nouveau charisme pour défaire Booker T à Judgment Day 2003 pour le titre vacant du WWE Intercontinental Championship dans un combat spécial : une bataille royale à neuf hommes « over-the-top-rope ». Le soir suivant à Raw, Christian est apparu au segment du talk show « Highlight Reel » de Chris Jericho en ayant les cheveux courts (il a toujours eu les cheveux longs). Il a déclaré que The Rock lui a ordonné de ramener à lale titre Intercontinental et en outre utiliser sa victoire pour l'établir en tant que nouveau champion du peuple (The People's Champion).
The Rock n'était pas très content à propos de la déclaration de Christian et de son imitation, alors il apparait au « Highlight Reel » de Chris Jericho pendant l'entrevue de Christian. Mécontents, Jericho et Christian ont sauté sur The Rock que Booker T est venu sauver.
Plus tard en 2003, Jericho et Christian ont débuté à courtiser les divas Trish Stratus et Lita. Ils ont misé, pour un dollar canadien, pour voir qui va coucher avec leur cible. Malgré tout, les filles ont découvert la mise. Jericho et Stratus sont restés ensemble pour un certain temps, en menant la séparation de Jericho et Christian au début de 2004. Christian a blessé Stratus dans un combat à Raw. Durant un combat entre Christian et Jericho à WrestleMania XX, Trish trahit Jericho, ce qui cause la victoire de Christian. Trish joint alors ses forces avec Christian (sur écran, le couple était appeler « Tristian ») et son « Problem Solver » Tyson Tomko pour rendre la vie de Jericho impossible à Raw. Durant un combat en cage contre Jericho le 10 mai 2004, Christian a subi une blessure sévère au dos, ce qui lui a causé une absence pendant presque quatre mois. Il est revenu le 30 août 2004 dans une édition de Raw.

#### Captain Charisma (2004-2005)
La gimmick de Christian est devenue un sûr de soi, « heel » présomptueux. Il est également devenu populaire au Canada et au Royaume-Uni. Il s'est ainsi surnommé « Captain Charisma » et le 6 décembre 2004, il a été forcé de se battre en tant que Captain Charisma, complété avec un costume de super-héros par son rival Chris Jericho, qui était le GM (general manager) de la soirée. Christian était toujours accompagné par Tyson Tomko et gagnait usuellement ses combats avec l'interférence de Tomko et par d'autres méthodes de fraude. Plus tard, Christian a été forcé de combattre en équipe avec Edge quelques fois vers la fin de 2004 et au début de 2005. En dépit d'être un méchant (heel), il a acquis des partisans cultes, qu'il réfère d'être ses « peeps », « Peepulation » (un jeu de mots avec « population ») ou la « Christian Coalition ». Il s'est vu donner une nouvelle musique d'entrée, un remix de la chanson Just Close Your Eyes du groupe rock Waterproof Blonde.
À Royal Rumble 2005, Christian a eu une rencontre avec John Cena et lui a déclaré qu'il était un meilleur rappeur que Cena. Les mois suivants, Christian a commencé à faire des promotions dénonçant John Cena comme étant un poseur (« à poser »). Christian était notablement hué durant ce segment et a finalement été dans des main events. Peu de temps après, Cena change de branche, soit en passant de SmackDown! à RAW. Il a défendu avec succès son titre de la WWE dans un combat à trois entre lui-même, Christian et Jericho à Vengeance 2005. Après le combat, la rivalité a complètement tourné pour Cena vs Jericho et les mois depour un Cena vs Christian a disparu sans explication.
Entre ses combats avec Cena, Christian a participé au Money in the Bank Ladder Match à WrestleMania 21. Il était généralement un non-facteur, bien qu'un des moments les plus mémorables était quand Tomko l'a monté à mi-chemin dans l'échelle. Ensuite, Christian a vu son échelle tomber par Kane, lui sauter au-dessus de la corde supérieure et atterrir dans les bras de Tomko. Il avait rejoint Edge plus tôt et ils avaient donné un con-chair-to avec des échelles à Kane. Il avait un rôle de premier plan dans la parodie pour Basic Instinct en connexion avec le thème « WrestleMania Goes Hollywood ».
Dans un épisode de SmackDown! le 30 juin 2005, Christian a été l'avant-dernier homme à être repêché à SmackDown! dans le repêchage de la WWE. Il a remplacé The Big Show dans un combat d'élimination à six hommes pour être le nouveau champion de SmackDown!, mais il a été éliminé par Bradshaw. Christian avait dit précédemment dans une entrevue qu'il souhaitait être repêché à SmackDown!, car l'émission avait besoin d'un Canadien (bien que Chris Benoit était arrivé un peu plus tôt dans le repêchage).
Christian s'est vanté du fait qu'il a été dans le main event de la soirée aux deux émissions, soit RAW et SmackDown!, dans la même semaine. Par contre, il a été défait par Batista dans un long combat le 7 juillet 2005. Peu de temps après, Christian donne son propre segment d'interview à SmackDown! appelé « The Peep Show ».
Au pay-per-view Great American Bash, le 24 juillet 2005 à Buffalo, New York, Christian a perdu un combat contre Booker T. Christian a perdu un «Fatal Four Way Match» contre Chris Benoit, Booker T et Orlando Jordan pour le titre américain de Benoit à No Mercy 2005, en abandonnant contre le Sharpshooter de Benoit.
Le 31 octobre 2005, Jay Reso a quitté la WWE. S'accordant avec Dave Meltzer, il a demandé à signer un nouveau contrat durant les enregistrements du 21 octobre 2005 dans une édition de Smackdown!. Christian ne voulait pas signer le contrat, et son dernier combat s'est déroulé durant les enregistrements pour l'édition de Smackdown! du 4 novembre 2005. Bien qu'il ait quitté la WWE, Christian est apparu à Raw et à Taboo Tuesday 2005 et se serait battu si les spectateurs avaient voté pour lui. Notamment, pendant le combat (où Matt Hardy et Rey Mysterio ont reçu le plus grand nombre de votes), on pouvait entendre « We Want Christian » (On veut Christian) à un certain point.
Contrairement aux premières rumeurs, Reso a déclaré durant son discours à ses débuts à TNA Genesis 2005 que la WWE n'a pas sous estimé son offre de contrat ; en fait, supposément, la WWE a offert un contrat « assez lourd » pour rester. Il avait pris la décision de quitter la fédération plusieurs mois avant son expiration de contrat et il s'était entendu en termes avec la Total Nonstop Action Wrestling avant son départ.

### Circuit indépendant (2006)
En 2006, Cage a fait deux apparitions pour la promotion de Ring of Honor. La première eut lieu le 12 mai à Long Island, dans l'État de New York, en équipe avec Colt Cabana contre le champion de la ROH Bryan Danielson et Christopher Daniels. Cage et Cabana ont gagné le combat après que Cage a fait un tombé sur Daniels.
Cage a fait sa deuxième apparition contre Christopher Daniels le 29 juillet. Il a cependant perdu, malgré tous ses efforts. Daniels lui a fait un tombé après un « Angels Wings ». Après le combat, Daniels a invité Christian à revenir à la Ring of Honor n'importe quand et Christian a accepté l'offre de Daniel.

### Total Nonstop Action Wrestling (2005-2009)

#### NWA World Heavyweight Champion (2005-2006)

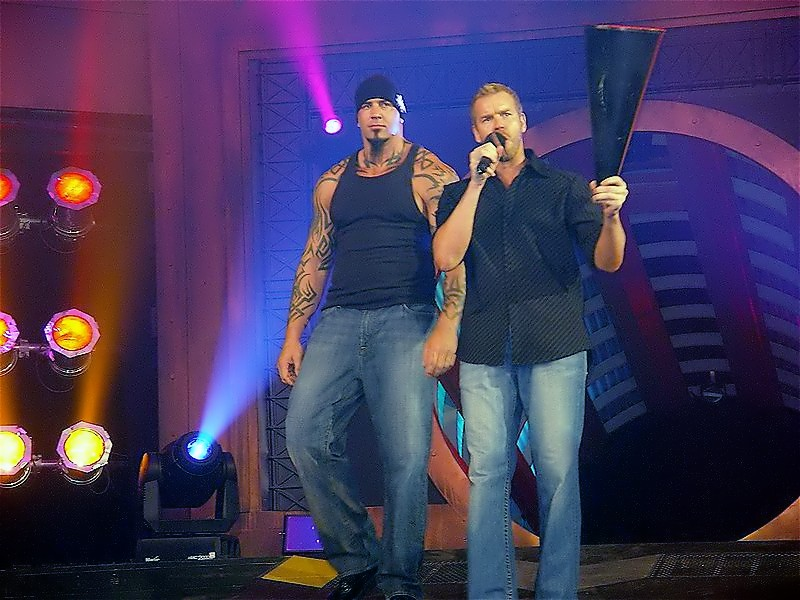
Cage (à droite) avec Tomko

Reso a débuté à la Total Nonstop Action Wrestling le 13 novembre 2005 au pay-per-view Genesis 2005 sous son nom original de combat, Christian Cage. Après avoir fait une alliance avec son ami de longue date Scott D'Amore de « Team Canada » et « Planet Jarett », il a délivré le «Unprettier» à D'Amore et a aidé Team 3D à envoyer Jeff Jarrett à travers une table.
Cage a fait ses débuts à TNA IMPACT! le 19 novembre 2005 en s'engageant verbalement à « The Alpha Male » Monty Brown. Brown a mis en jeu sa chance d'être l'aspirant no 1 pour le titre de la NWA (NWA World Heavyweight Championship) à Turning Point.
Cage a eu son premier combat pour la TNA le 8 décembre 2005 en défaisant Bobby Roode de Team Canada malgré l'interférence de Monty Brown. Il a ensuite défait Brown à Turning Point.
Le 12 février 2006 à TNA Against All Odds 2006, Cage a défait Jarrett pour le titre du Monde Poids Lourds de la NWA (NWA World Heavyweight Championship). Dans le processus, il est devenu le premier canadien à détenir la ceinture depuis Ron Garvin en 1987 et le quatrième Canadien à détenir la ceinture dans l'histoire (après Whipper Billy Watson, Gene Kiniski et Garvin). Il a défendu avec succès son titre contre Monty Brown à TNA Destination X 2006 le 12 mars 2006.

#### The Instant Classic et second NWA World Heavyweight Championship (2006-2007)

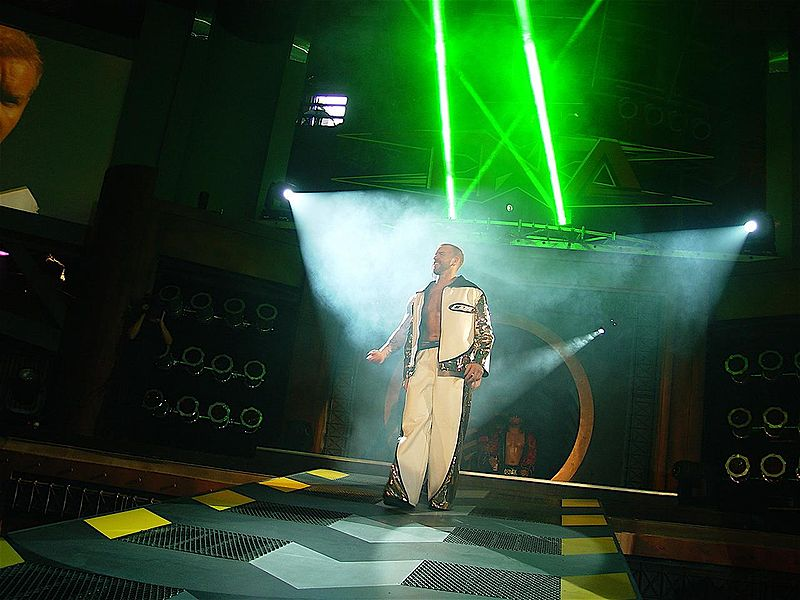
Christian durant son entrance à la TNA

Lors du pay-per-view Hard Justice Christian regarde le match entre Jeff Jarrett et Sting mais en tentant d'intervenir au profit de ce dernier avec une guitare le frappe violemment avec celle-ci entrainant la défaite de Sting.
Immédiatement après ses actes, Christian fut questionné par Rhino, ce qui allait les mener à une rivalité qui fit que Christian allait combattre Rhino à No Surrender pour se défendre des accusations de trahison portées sur lui. Christian réussit à se débarrasser de Rhino grâce à un Unprettier sur une chaise.
Lors de Bound for Glory Christian accrocha une nouvelle victoire sur Rhino lors d'une bataille de rue en utilisant un Con-chair-to avec une échelle, un panneau de signalisation, une table cassée et plusieurs chaises. Au début du iMPACT! suivant eut lieu le tout premier match en cage de barbelé qui a vu la victoire de Christian lorsque Rhino le lança au travers de la porte de la cage ce qui lui fit gagner le match.
La semaine d'après lors du iMPACT! Christian se réunit avec Travis Tomko qui avait débuté à la TNA en attaquant Sting lors du match entre ce dernier et Christian pour devenir challenger no 1, ce fut peu après que Christian commença à se faire appeler "The Instant Classic". À Final Resolution il réussit à gagner le NWA World Heavyweight Championship contre Abyss et Sting dans un Three Way Elimination match.

### Retour à la World Wrestling Entertainment (2009-2021)

#### ECW Champion (2009-2010)

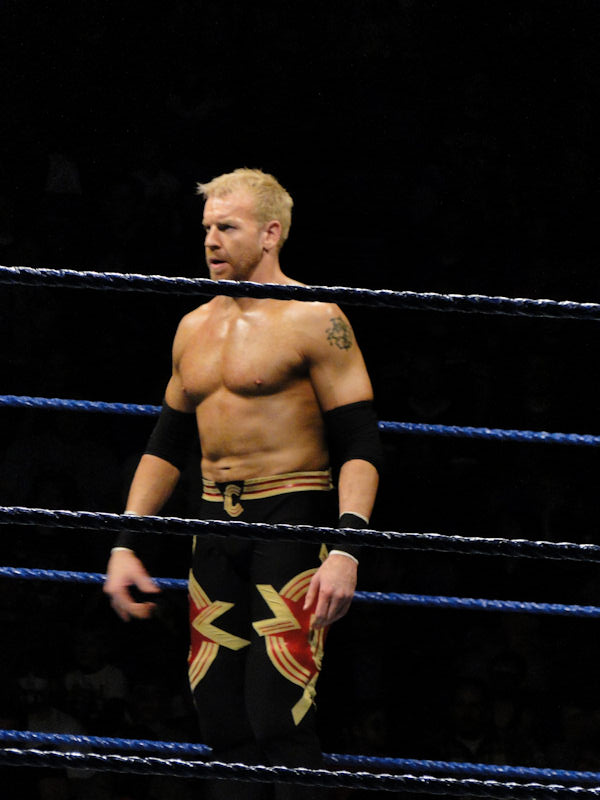
Christian en 2009.

Le 10 février 2009, Christian fait son retour à la ECW en tant que Face en remportant son premier match face à Jack Swagger dans le main event avec l'aide de Finlay et d'Hornswoggle. Le 24 février à la ECW, il perd un match pour le ECW Championship face à Jack Swagger.
Le 10 mars à la ECW, il remporte une « Battle Royal » pour se qualifier au Money in the Bank de Wrestlemania XXV, qui sera remporté par CM Punk.
Au tout premier WWE Superstars, il remporte le tout premier main event du show en battent Finlay et devient donc challenger au ECW Championship.
Lors de Backlash 2009, il remporte le ECW Championship face à Jack Swagger.
Il conserve le titre à Judgment Day 2009 face au même adversaire.
Mais il le perd à Extreme Rules 2009 au profit de Tommy Dreamer dans un match « Hardcore Triple Threat Match » auquel participait également Jack Swagger.
Lors du Raw le 15 juin, il affronte Tommy Dreamer pour le titre, mais perd par tombé. Ils s'affrontent à nouveau à The Bash 2009 dans un match Scramble Match comprenant également Jack Swagger, Mark Henry et Finlay. Tommy Dreamer remporte le match et conserve le titre.
Il bat finalement Tommy Dreamer à Night of Champions 2009 et remporte le titre pour la deuxième fois de sa carrière.
Il conserve ensuite son titre face à William Regal à deux reprises, à SummerSlam 2009 en 8 secondes, avant de se faire mettre K.O. par Vladimir Kozlov et Ezekiel Jackson et à Breaking Point.
À TLC 2009, il conserve son titre contre Shelton Benjamin dans un Ladder Match. Le 31 janvier, au Royal Rumble 2010, il conserve le ECW Championship face à Ezekiel Jackson. Lors de la dernière émission de la ECW, le 16 février, il perd le ECW Championship dans un Extreme Rules Match après une intervention de Zack Ryder et William Regal, après qu'Ezekiel Jackson l'a fait passer à travers une table.

#### Diverses rivalités (2010-2011)
À la suite de la fermeture de la ECW, Christian est drafté à Raw (et parallèlement devient le professionnel assigné à Heath Slater à NXT). Lors de son premier match dans cette division depuis son retour, il bat Carlito dans un match de qualification pour le Money in the Bank Ladder match de WrestleMania XXVI.
Lors du draft à Raw le 26 avril 2010 il est drafté à SmackDown. Il participe ensuite au tournoi pour désigner le nouveau Champion intercontinental : il bat Cody Rhodes lors du premier tour, mais perd contre Kofi Kingston lors de la finale. Le 26 mai à NXT, son rookie, Heath Slater, est éliminé. Il participe à WWE Money in the Bank dans le Money in the Bank Ladder match avec Matt Hardy, Big Show, Kofi Kingston, Cody Rhodes, Drew McIntyre, Dolph Ziggler et Kane, remporté par ce dernier. Il entame ensuite une rivalité avec Matt Hardy, contre Drew McIntyre et Cody Rhodes. Il gagne ses matchs face à Cody ainsi que tous ceux face à McIntyre. En septembre 2010, il subit une déchirure à l’un de ses muscles pectoraux, nécessitant une opération. Il est revenu le temps d'une soirée le 13 décembre lors du Raw spécial "Slammy Awards" pour présenter, avec Edge, le Slammy "Ho Snap" MeltDown of the year remporté par Edge.
Christian fait son retour le 20 février, à l'occasion d'Elimination Chamber (2011) en secourant Edge d'une attaque d'Alberto Del Rio. Il sauve une seconde fois Edge lors d'une signature de contrat face à Alberto Del Rio lors du SmackDown du 4 mars. Pour son 1er combat depuis son retour, il bat Brodus Clay au Raw du 7 mars. La même semaine à SmackDown, le manager général Theodore Long reforme l'équipe Edge et Christian pour battre Alberto Del Rio et Brodus Clay.

#### Double champion du monde poids-lourds de la WWE et blessure (2011-2012)
Le 1er mai à Extreme Rules, il devient le nouveau champion du monde poids-lourds de la WWE en battant Alberto Del Rio dans un Ladder match, remportant le titre pour la première fois de sa carrière. De ce fait, il devient également le 11e Grand Slam Champion et 23e Triple Crown Champion. Cinq soirs plus tard à SmackDown, il perd face à Randy Orton, ne conservant pas son titre. Le 22 mai à Over The Limit, il ne remporte pas le titre mondial poids-lourds de la WWE, rebattu par son même adversaire. Le 3 juin à SmackDown, alors qu'il est arbitre spécial du match entre son rival et Sheamus pour le titre mondial poids-lourds de la WWE, il effectue un Heel Turn en frappant le premier avec sa ceinture, après que celui-ci ait gagné le combat. Le 19 juin à Capitol Punishment, il ne remporte pas, une nouvelle fois, le titre mondial poids-lourds de la WWE, rebattu par The Viper de manière controversée (sa jambe gauche était sous les cordes au moment du tombé). 
Le 17 juillet à Money in the Bank, il redevient champion du monde poids-lourds de la WWE en prenant sa revanche sur The Legend Killer par disqualification, remportant le titre pour la seconde fois. Le 14 août à SummerSlam, il reperd face à Randy Orton dans un No Holds Barred match, ne conservant pas son titre et mettant fin à un règne de 28 jours.
Le 2 octobre à Hell in a Cell, il perd face au Celtic Warrior. Le 23 octobre à Vengeance, il reperd face au même adversaire. Le 14 novembre, il souffre d'une entorse de la cheville, survenue lors de la tournée en Europe, doit déclarer forfait pour les Survivor Series et s'absenter pendant 3 mois. 
Le 19 février 2012 à Elimination Chamber, il effectue son retour de blessure après 3 mois d'absence, aux côtés d'Alberto Del Rio, et demande à Triple H de nommer John Laurinaitis Manager Général de Raw ou SmackDown. Le 27 mars, il est renvoyé de l'équipe Laurinaitis, car il doit déclarer forfait pour WrestleMania XXVIII, à la suite d'une blessure à la nuque, alors qu'il devait affronter CM Punk pour le titre de la WWE. Il sera finalement remplacé par Drew McIntyre.

#### Champion Intercontinental de la WWE, diverses rivalités et retraite (2012-2014)

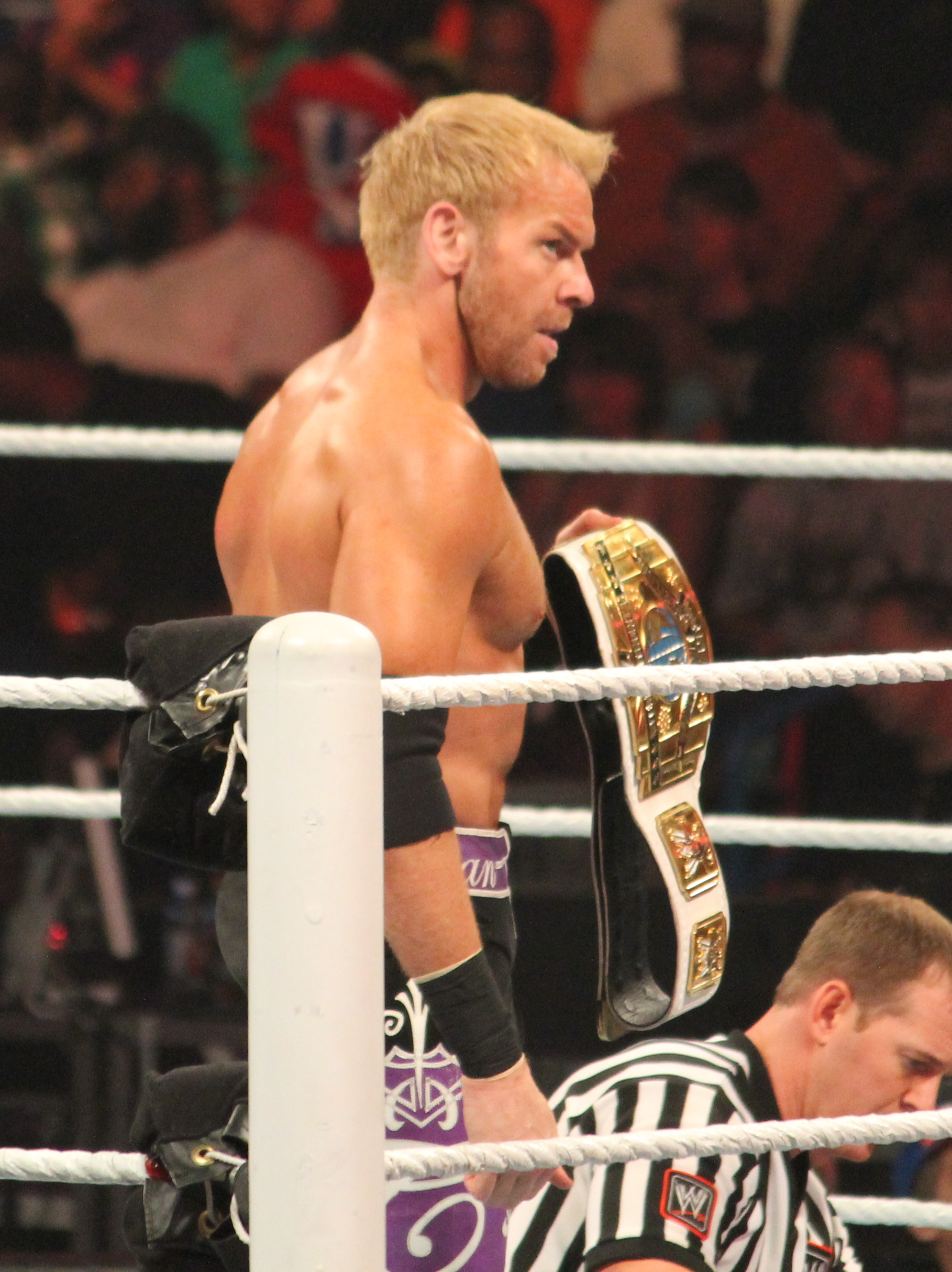
Christian en tant que Champion Intercontinental en mai 2012.

Le 20 mai à Over The Limit, il fait son retour de blessure après 2 mois d'absence, en tant que Face, remporte la 20-Man Battle Royal en éliminant le Miz en dernière position et devient aspirant no 1 pour l'un des titres de son choix : le titre Intercontinental ou celui des États-Unis de la WWE. Plus tard dans la soirée, il choisit d'affronter Cody Rhodes, devient le nouveau champion Intercontinental de la WWE en le battant et remporte le titre pour la première fois de sa carrière. Le 17 juin à No Way Out, il conserve son titre en rebattant son même adversaire. 
Le 15 juillet à Money in the Bank, il ne remporte pas la mallette, gagnée par Dolph Ziggler. 8 soirs plus tard à Raw, lors du 1000e épisode du show, il ne conserve pas sa ceinture, battu par le Miz, ce qui met fin à un règne de 63 jours.
Le 14 juillet 2013 à Money in the Bank, il ne remporte pas la mallette, gagnée par Randy Orton. Le 18 août à SummerSlam, il ne remporte pas le titre mondial poids-lourds, battu par Alberto Del Rio. Le 3 septembre, il est annoncé qu'il souffre d'une commotion cérébrale, survenue la semaine passée à Raw, et va devoir s'absenter pendant 4 mois et demi.
Le 31 janvier 2014 à SmackDown, il fait son retour de blessure après 4 mois et demi d'absence, bat Jack Swagger et se qualifie pour l'Elimination Chamber match à Elimination Chamber. Le 17 février à Raw, il effectue un Heel Turn, car il attaque Daniel Bryan avant leur match, mais perd face à ce dernier. Six soirs plus tard à Elimination Chamber, il ne remporte pas le titre mondial poids-lourds, battu par Randy Orton dans un Elimination Chamber match, qui inclut également Daniel Bryan, John Cena, Cesaro et Sheamus. Le 24 mars à Raw, il fait sa dernière apparition sur le ring en battant Alberto Del Rio, Dolph Ziggler et Sheamus dans un Fatal 4-Way match et devient aspirant n°1 au titre Intercontinental de la WWE. Trois jours plus tard, la commotion cérébrale le frappe à nouveau, mais cette fois-ci, la durée de son absence est indéterminée. À la suite de cette nouvelle blessure, il est contraint de mettre un terme à sa carrière de catcheur. 
Le 29 mai à NXT TakeOver, il commente le pré-show aux côtés de Paul Heyman et Renee Young. 
Le 22 janvier 2018 à Raw, pour le 25e anniversaire du show, il fait une apparition, invite Seth Rollins et Jason Jordan dans son émission Peep Show, avant que celle-ci ne soit interrompue par The Bar.
Le 6 avril, les Hardy Boyz, Edge et lui intronisent les Dudley Boyz au WWE Hall of Fame 2018.

#### Retour et départ (2020-2021)
Le 15 juin 2020 à Raw, il fait son retour après 2 ans d'absence, en tant que Face, confronte Randy Orton et l'accable pour avoir blessé Edge la veille à Backlash. Plus tard dans la soirée, il perd face à ce dernier dans un Unsanctioned match, à la suite du Low-Blow de Ric Flair à son encontre.
Le 27 septembre à Clash of Champions, Big Show, Shawn Michaels et lui aident Drew McIntyre à conserver son titre de la WWE contre The Viper dans un Ambulance match. 
Le 31 janvier 2021 au Royal Rumble, il fait son retour, entre dans le Men's Royal Rumble match en 24e position, élimine Bobby Lashley (avec l'aide de Big E, Daniel Bryan et Riddle) et Braun Strowman (avec l'aide d'Edge et Seth Rollins), avant d'être lui-même éliminé par Seth Rollins après 18 minutes de match. Le lendemain, la WWE résilie son contrat.

### All Elite Wrestling (2021-...)

#### Débuts, champion d'Impact Wrestling et alliance avec Jurassic Express (2021-2022)
Le 7 mars 2021 à Revolution, il fait ses débuts à la All Elite Wrestling et signe officiellement son contrat avec la fédération. Le 31 mars à Dynamite, il dispute son premier match et bat son ancien rival de la TNA, Frankie Kazarian.
Le 30 mai à Double or Nothing, il participe au 21-Man Casino Battle Royale, élimine Powerhouse Hobbs, Max Caster, Matt Hardy et Marq Quen avant d'être lui-même éliminé  en dernier par le futur vainqueur, Jungle Boy. Après le combat, il félicite son adversaire et forme une alliance avec Jurassic Express.
Le 13 août à Rampage, il devient le nouveau champion du monde d'Impact Wrestling en battant Kenny Omega. Après le combat, il est félicité par les membres du Jurassic Express. Le 5 septembre à All Out, il ne remporte pas le titre mondial de la AEW, battu par Kenny Omega. Après le combat, il se fait attaquer par l'Elite, mais reçoit le renfort de Jurassic Express et Bryan Danielson.
Le 23 octobre à Bound for Glory, il ne conserve pas sa ceinture, battu par Josh Alexander, ce qui met fin à un règne de 71 jours. Le 13 novembre à Full Gear, Jurassic Express et lui battent Superkliq (les Young Bucks et Adam Cole) dans un Falls Count Anywhere match.
Le 6 mars 2022 à Revolution, il ne remporte pas l'anneau, gagné par Wardlow dans un Face of the Revolution Ladder match.

#### The Patriarchy, double champion TNT, champion du monde Trios et course au titre mondial (2022-2025)

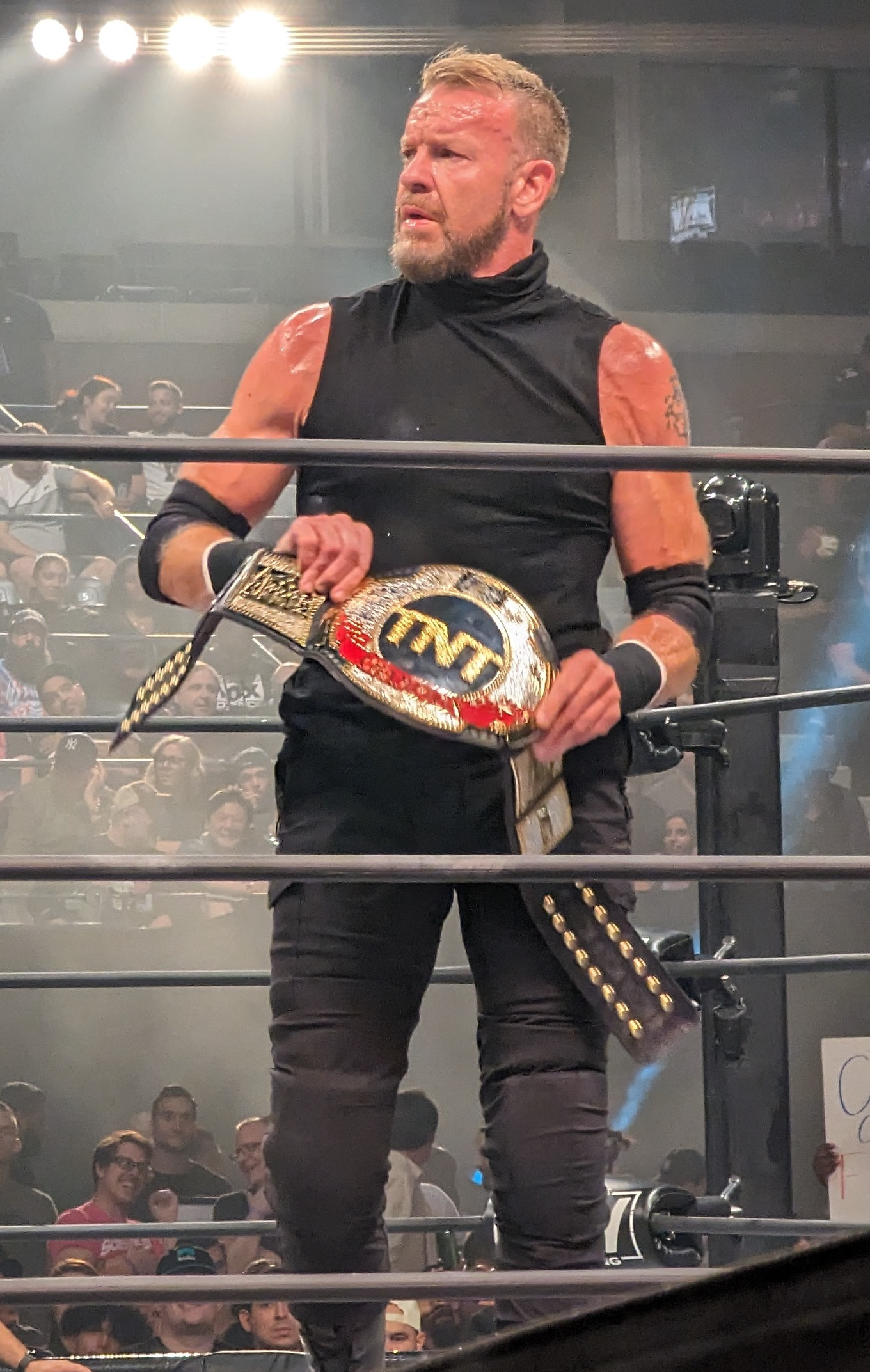
Christian Cage en tant que Champion TNT de la AEW en 2023.

Le 15 juin à Dynamite, après la défaite de Jurassic Express face aux Young Bucks dans un Ladder match pour les titres mondiaux par équipes de la AEW, il effectue un Heel Turn, car il attaque Jungle Boy avec son Killswitch et lui porte un Con-Chair-To.
Le 4 septembre à All Out, il bat Jungle Boy en moins d'une minute. Avant le combat, Luchasaurus attaque son ancien jeune partenaire.
Le 5 mars 2023 à Revolution, il perd le match revanche face à son même adversaire dans un Final Burial match.
Le 28 mai à Double or Nothing, il ne remporte pas le titre TNT de la AEW, battu par Wardlow dans un Ladder match.
Le 27 août à All In, Swerve Strickland et lui perdent face à Darby Allin et Sting dans un Tag Team Coffin match. La semaine suivante à All Out, il aide Luchasaurus à conserver son titre TNT contre Darby Allin. Le 23 septembre à Collision, il devient le nouveau champion TNT en battant son propre allié et le même adversaire de ce dernier dans un 3-Way match et remporte le titre pour la première fois de sa carrière.
Le 1er octobre à WrestleDream, il conserve son titre en rebattant Darby Allin dans un 2 Out of 3 Falls match, aidé par une intervention extérieure de Nick Wayne qui a effectué un Heel Turn en frappant son mentor avec la ceinture. Le 18 novembre à Full Gear, The Patriarchy (Luchasaurus, Nick Wayne et lui) perd face à Sting, Darby Allin et Adam Copeland dans un Trios Tag Team match. Le 30 décembre à Worlds End, il ne conserve pas sa ceinture, battu par The Rated-R Superstar dans un No Disqualification match. Après le combat, il encaisse, signe le contrat gagné par Killswitch lors du pré-show et redevient champion TNT, pour la seconde fois, en prenant sa revanche sur son même adversaire dans la même stipulation.
Le 3 mars 2024 à Revolution, il conserve son titre en battant Daniel Garcia. Le 20 mars à Dynamite, il ne conserve pas sa ceinture, rebattu par Adam Copeland dans un « I Quit » match.
Le 26 mai à Double or Nothing, il ne remporte pas le titre mondial, battu par Swerve Strickland. 
Le 20 juillet à Collision, ses deux partenaires et lui deviennent les nouveaux champions du monde Trios en battant Bang Bang Gang (Juice Robinson et The Gunns) et remportent les titres pour la première fois de leurs carrières. Le 25 août à All In, ils ne conservent pas leurs ceintures, battus par Blackpool Combat Club (Claudio Castagnoli et Wheeler Yuta) et PAC dans un 4-Way London Ladder match qui inclut également la House of Black et le Bang Bang Gang. Plus tard dans la soirée, avec l'aide de Luchasaurus, il remporte le Men's Casino Gauntlet match et un contrat qui lui permettra d'avoir un match de championnat à tout moment.
Le 9 mars 2025 à Revolution, il signe son contrat, mais ne remporte pas la ceinture mondiale, battu par Jon Moxley par soumission technique dans un 3-Way match qui inclut également Cope.
Le 12 juillet à All In, Nick Wayne et lui ne remportent pas les titres mondiaux par équipes, battus par The Hurt Syndicate (Bobby Lashley et Shelton Benjamin) dans un 3-Way match qui inclut également JetSpeed (Kevin Knight et Mike Bailey). Après la rencontre, il effectue un Tweener Turn, car son ancien partenaire, Mother Wayne et Kip Sabian se retournent contre lui et est secouru par Cope qui lui conseille de se retrouver.

#### Alliance avec Cope (2025-...)
18 soirs plus tard à Dynamite, il fait son retour, annonce la dissolution du Patriarchy, n'éprouve aucun remords pour ses actions passées, reste flou sur son alliance avec The Rated-R Superstar et se fait encore attaquer par les membres de son ancien groupe. Le 13 août à Dynamite, il effectue un Face Turn, car vient en aide à Cope qui est attaqué par FTR, est sauvé d'une attaque du Matriarchy par son vieil ami et les deux catcheurs se font un câlin.

## Palmarès
- All Elite Wrestling
  - 2 fois Champion TNT de l'AEW

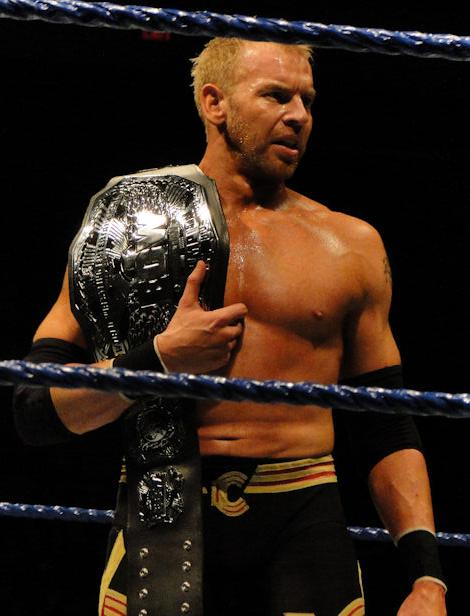
Christian avec la ceinture de champion de la ECW.

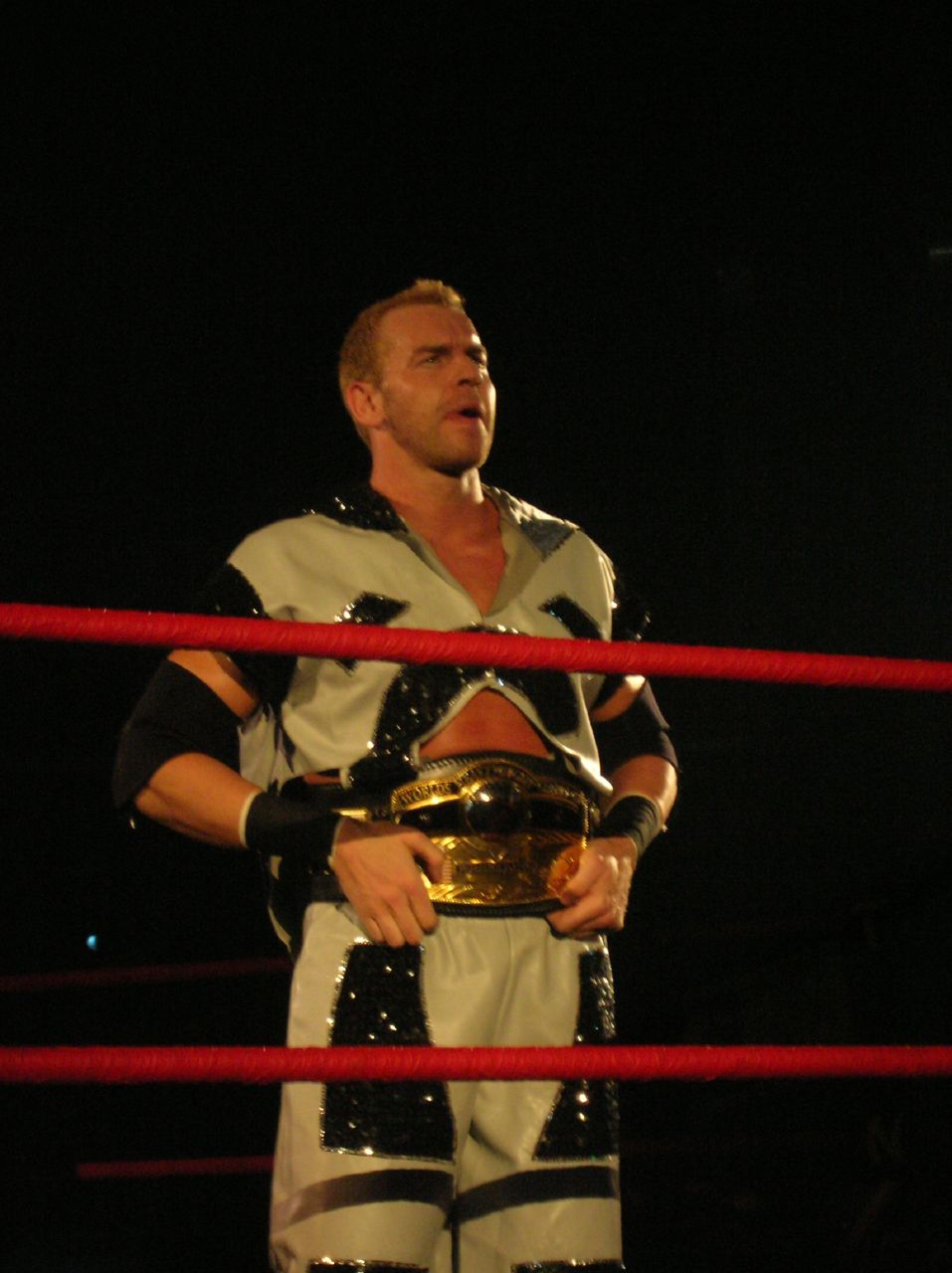
Christian avec le NWA World Heavyweight Championship.

  - 1 fois Champion du Monde Trios de l'AEW (avec Killswitch et Nick Wayne)
- East Coast Wrestling Association
  - 1 fois ECWA Heavyweight Champion[94]

- Insane Championship Wrestling
  - 2 fois ICW Streetfight Tag Team Champion avec Sexton Hardcastle[95]

- New Tokyo Pro Wrestling
  - 1 fois NTPW Pro Tag Team Champion avec Sexton Hardcastle

- Pennsylvania Championship Wrestling
  - 1 fois Champion poids lourds de la PCW[96]

- Southern States Wrestling
  - 1 fois Champion par équipes de la SSW avec Edge

- Total Nonstop Action Wrestling/Impact Wrestling
  - 1 fois Champion du Monde De Impact
  - 2 fois Champion du Monde poids lourds de la NWA[97]
  - Gauntlet for the Gold (2008 – Heavyweight)

- World Wrestling Federation/Entertainment
  - 2 fois Champion du Monde poids lourds de la WWE
  - 2 fois ECW Champion: règne le plus long[28]
  - 4 fois Champion Intercontinental de la WWF/E[9]
  - 1 fois Champion européen de la WWF[11]
  - 1 fois Champion Hardcore de la WWF[98]
  - 1 fois Champion poids mi-lourds de la WWF[5]
  - 9 fois Champion du Monde par équipes de la WWF/E
    - 7 fois avec Edge[99],[100],[101],[102],[103],[104],[105] (règne le plus court)
    - 1 fois avec Lance Storm[106]
    - 1 fois avec Chris Jericho[14]

  - 23e WWE Triple Crown Champion
  - 11e WWE Grand Slam Champion

## Récompenses de magazines
- Pro Wrestling Illustrated

| Année | 1997 | 1998 | 1999 | 2000 | 2001 | 2002 | 2003 | 2004 | 2005 | 2006 | 2007 | 2008 | 2009 | 2010 | 2011 | 2012 | 2013 | 2014 | 2015 à 2021 | 2022 | 2023       | 2024 |
| ----- | ---- | ---- | ---- | ---- | ---- | ---- | ---- | ---- | ---- | ---- | ---- | ---- | ---- | ---- | ---- | ---- | ---- | ---- | ----------- | ---- | ---------- | ---- |
| Rang  | 268  | 80   | 90   | 57   | 29   | 47   | 28   | 31   | 30   | 12   | 7    | 14   | 28   | 22   | 33   | 15   | 72   | 78   | Non classé  | 81   | Non classé | 29   |

- - 2 fois PWI Match of the Year
    - en 2000 avec Edge vs. The Hardy Boyz et The Dudley Boyz dans un Tables, Ladders, and Chairs match au WrestleMania 2000[108]
    - en 2001 avec Edge vs. The Hardy Boyz et The Dudley Boyz dans un Tables, Ladders, and Chairs match au WrestleMania X-Seven[108]

- Wrestling Observer Newsletter
  - Élu équipe de l'année en 2000 avec Edge[109]
  - Pirepour un match en 2006 pour le match TNA Reverse Battle Royal à TNA Impact[110]!
  - Élu meilleure équipe de la WWE avec Edge

| # | Résultat | Adversaire                               | Évènement        | Date             | Durée | Lieu                                  | Notes |
| - | -------- | ---------------------------------------- | ---------------- | ---------------- | ----- | ------------------------------------- | --- |
| 1 | Victoire | Superkliq (Adam Cole et The Young Bucks) | Full Gear (2021) | 13 novembre 2021 | 25:11 | Target Center, Minneapolis, Minnesota | Il s'agit d'un Six Man Tag Team Falls Count Anywhere Match. il faisait équipe avec Jurassic Express (Jungle Boy et Luchasaurus),. |

## Filmographie
| Années    | Titres                         | Rôle                                       | Sources         |
| --------- | ------------------------------ | ------------------------------------------ | --------------- |
| 2006      | Casino Cinéma.                 |                                            | Série TV        |
| 2007      | Shoot 'Em Up                   | Garde du corps du sénateur des États-Unis. |                 |
| 2007      | Dark Rising                    | Ricky.                                     |                 |
| 2009      | Bloodstained Memoirs.          |                                            | Documentaire    |
| 2010      | Medium Raw: Night of the Wolf. | Pete Gallant                               |                 |
| 2014-2015 | Haven                          | McHugh                                     | Série télévisée |
| 2016-...  | The Edge and Christian Show    | Lui-même                                   | Série télévisée |

## Vie privée
Jason est diplômé de l'école de Don Bosco avec son ami Adam Copeland mieux connu à la WWE sous le nom d'Edge.
Il a un tatouage sur son biceps gauche représentant une tête de bulldog tenant une rose jaune dans sa gueule.